# Ferdinand I. Hohenstein
Ferdinand I. Hohenstein (polsky Ferdynand I. Hohenstein) (narozen po r. 1640, zemřel před r. 1693) – byl syn Václava Gottfrieda z Hohensteinu a neznámé matky.

## Život
Ferdinand I. byl jediným synem Václava Gottfrieda z Hohensteinu († 1672) a historikům neznámé ženy. byl tedy vnukem těšínského knížete z rodu Piastovců Adama Václava.
Po smrti otce v roce 1672 získal v dědictví titul barona a 400 guldenů, jako roční rentu. Historické záznamy k datu uzavření sňatku s baronkou Annou Johanou Closen von Haidenburg (1655–1720) se nedochovaly. S ní měl jediného syna – Ferdinanda II.
Ferdinand I. byl voják v císařské armádě.

## Smrt
Zemřel na neznámém místě, v neznámém čase.